# Llanuras de Abraham

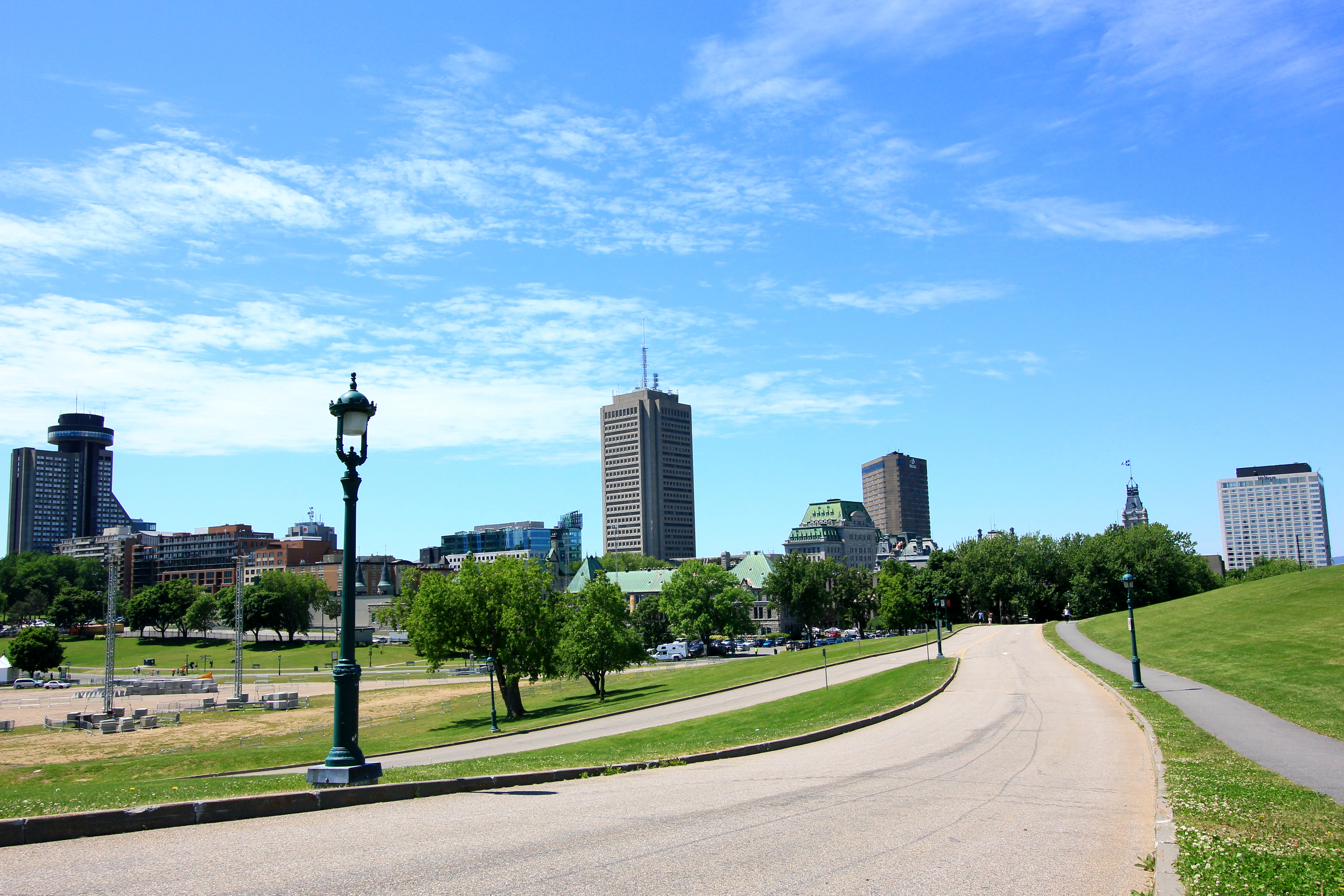
Llanuras de Abraham, Quebec, Canadá.

Las llanuras de Abraham son una meseta que está ubicada al suroeste de la ciudad de Quebec en Canadá.
El 13 de septiembre de 1759, escenificó la lucha conocida como la Batalla de las Llanuras de Abraham, en la cual los británicos bajo el mando de James Wolfe derrotaron a los franceses que eran comandados por Louis-Joseph de Montcalm. Parte de este lugar histórico está hoy en día preservado en el parque nacional llamado Parc des Champs-de-Bataille.
- Datos: Q2726825